# AKG C12

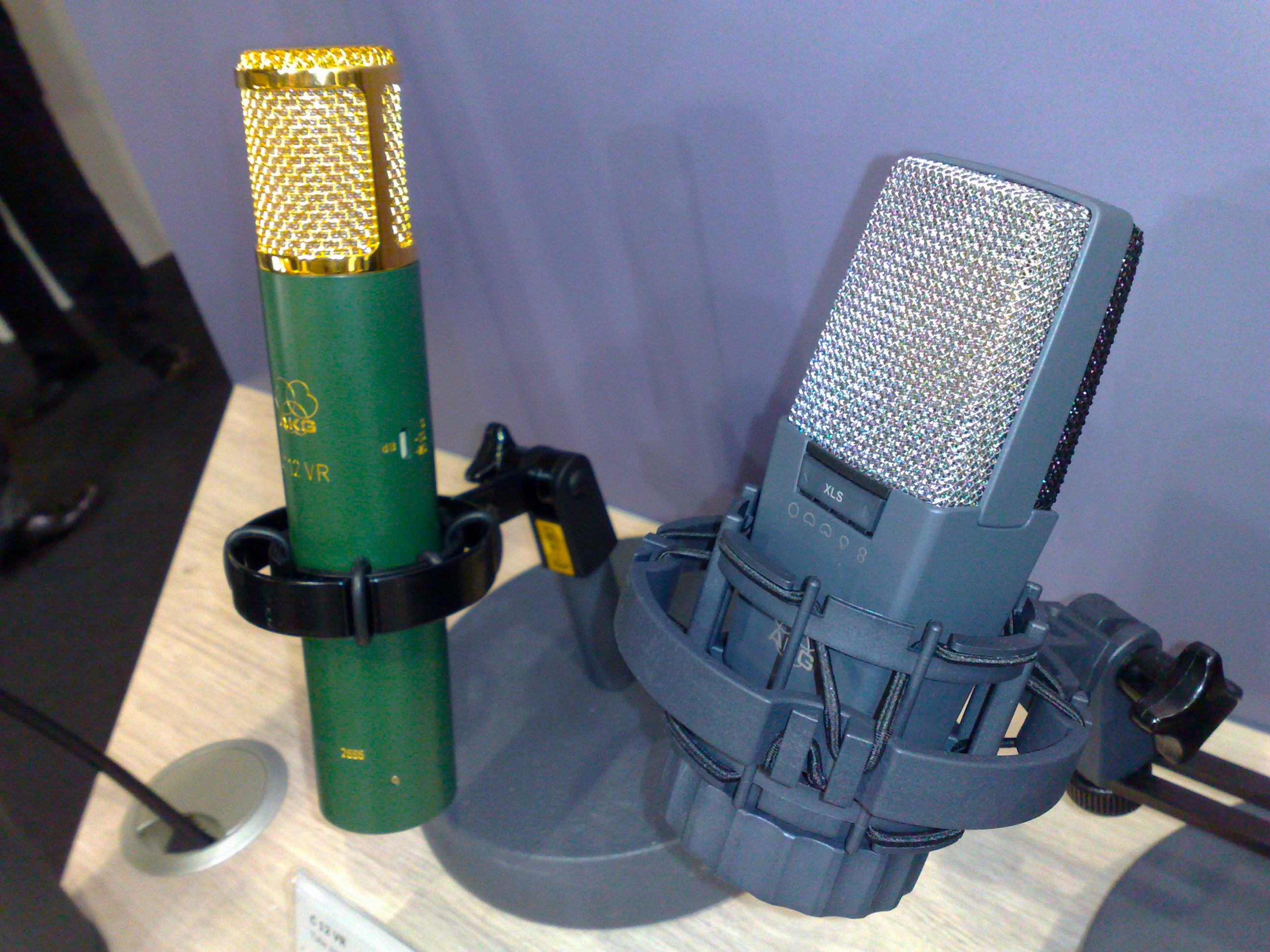
Links das „neue“ AKG C12VR

Das AKG C12  war eines der ersten Großmembran-Kondensatormikrofone des österreichischen Herstellers AKG Acoustics aus Wien.

## Entwicklung und Technik
Das Mikrofon kam nach 1953 auf dem Markt und wurde bis 1963 gebaut. Bis 1963 wurde es auch als Branding-Erzeugnis für Telefunken unter der Bezeichnung (ELA) M251 bzw. M250 und als SIEMENS SM204 vermarktet. Eine wesentliche Neuerung des C12/SM204 war die per Fernsteuerung umschaltbare Richtcharakteristik bei gleichbleibendem Frequenzgang und Übertragungsfaktor, was es besonders bei Studiotechnikern beliebt machte. Die BBC setzte es in ihren Studios ein.
Das AKG C12 wurde mit der eigens dafür entwickelten 1-Zoll-Doppelmembran-Kapsel CK12 ausgestattet. Als Vorverstärker kam damals die Doppeltrioden-Röhre ECC 82 in der Bauform 6072 von General Electric (12AU7) zum Einsatz. Neun verschiedene Richtcharakteristiken konnten über eine Fernbedienung eingestellt werden. Das Mikrofon verfügte – wie zu dieser Zeit bei hochwertigen Studiomikrofonen üblich – über einen Ausgangsübertrager.

## Neuauflage als AKG C12VR
AKG legte das Mikrofon 1994 wieder auf. Das neue C12VR sollte laut AKG eine möglichst genaue Anlehnung an das Original, mit gleicher Elektronik, gleicher Akustik und insgesamt nur geringfügigen Änderungen sein. Das neue Mikrofon ist robuster und weist ein geringeres Grundrauschen und vor allem eine weit geringere Einstreuempfindlichkeit auf. Baßabschwächung und Richtcharakteristik sind per Fernbedienung, die Vordämpfung direkt am Mikrofon schaltbar.
Das neue C12VR wurde von Tontechnikern meist recht skeptisch aufgenommen. Es genießt zwar einen gewissen Kultstatus, gilt jedoch mit einem Abverkaufspreis von knapp € 5000,- als völlig überteuert. JJ Blair sagte im EQ-Magazin, das Einzige, was das neue C12 mit dem Original gemein hätte, wäre die Röhre 6072. Die für das alte Mikrofon charakteristische „Brass“-CK12-Kapsel wurde durch eine „Nylon“-Version der CK12 ersetzt. AKG hatte die originale CK12-Kapsel bereits viele Jahre zuvor aus dem Programm genommen, weil die industrielle Herstellung zu aufwendig und teuer war. Nachbauten sind u. a. das WunderAudio CM12.

## Einsatz
Das C12 war bzw. ist das Lieblingsmikrofon von Prince, Robert Smith (The Cure), Jamiroquai, Alanis Morissette und Tom Petty.

## Technische Daten
- Frequenzbereich: 30…20000 Hz
- Äquivalentschalldruckpegel: 22 dBA
- Empfindlichkeit: 10 mV/Pa
- Signal/Rauschabstand: 72 dBA
- Vorabschwächungsfilter: −10/−20 dB
- Bassabschwächungsfilter: 100/130 Hz
- Ausgangsimpedanz: 200 Ohm
- Empfohlene Lastimpedanz: 1000 Ohm[6]